# Jan Faska
Jan Faska (ur. 28 sierpnia 1893 na Klimzowcu, zm. 8 października 1953 w Chorzowie) – polski żołnierz, podporucznik piechoty Wojska Polskiego, z zawodu agronom, dowódca powstańczy (III powstanie śląskie), komendant Polskiej Organizacji Wojskowej Górnego Śląska w Prudniku, komendant obrony Katowic (1939).

## Życiorys
Po ukończeniu szkoły powszechnej w Królewskiej Hucie (obecnie Chorzów), uczęszczał do gimnazjum w Bytomiu. W latach 1911–1913 podjął studia w Wyższej Szkole Rolniczej w Turyngii.
W młodości należał do TG „Sokół”. W czasie I wojny światowej walczył w armii niemieckiej. 13 maja 1915 został wzięty do niewoli i skierowany do obozu jenieckiego w Anglii. W latach 1916–1918 studiował w Akademii Nauk Powszechnych w Londynie.
1 grudnia 1918 wstąpił do polskiej armii we Francji, reklamowano go z wojska, 20 maja 1920 udał się na Górny Śląsk, by uczestniczyć w akcji plebiscytowej. Od 3 czerwca 1920 należał do Polskiej Organizacji Wojskowej Górnego Śląska. Początkowo zastępca, następnie komendant komórki POW GŚl na powiat prudnicki z siedzibą w Prudniku. W marcu 1921 aresztowany przez siły alianckie pod fałszywym zarzutem zabójstwa z użyciem ciężkiego narzędzia. W sądzie gołymi rękami rozbił masywny stół, czym przekonał sędziego, że gdyby chciał kogoś zabić, niepotrzebne by mu było „ciężkie narzędzie”. Uniewinniony przez Międzysojuszniczą Komisję Rządzącą i Plebiscytową stał się celem zamachów organizowanych przez niemieckich bojówkarzy.
Po wybuchu III powstania śląskiego awansowany do stopnia podporucznika. Dowodził baonem prudnickim w Podgrupie „Bogdan”, Grupy Operacyjnej „Północ”. Wraz z innymi oddziałami zdobył Strzelce. Zdobył wielką popularność wśród powstańców, gdy aresztował tam dowódcę oddziałów włoskich, płk. Sattelę za pogwałcenie zasady neutralności sił alianckich. Zdobywał m.in. Górę św. Anny, Obrowiec. Ciężko ranny w walce pod Grodziskie. Dowodził kontratakiem, leżąc na noszach.
Po 1925 wyjechał do Francji, następnie do Urugwaju, ostatecznie osiedlając się wraz z rodziną w okolicach São Paulo w Brazylii. Powrócił do Polski w kwietniu 1939, pracował jako urzędnik. We wrześniu 1939 kierował obroną Katowic. Kiedy Niemcy wkroczyli do miasta, wraz z innymi powstańcami śląskimi przeniósł się do Lwowa. Po zajęciu miasta przez Niemców, ukrywał się m.in. w Busku.
Po zakończeniu II wojny światowej powrócił do Chorzowa. Był działaczem Polskiego Związku Zachodniego, członkiem Polskiej Partii Robotniczej, wiceprezesem Zarządu Okręgu Ligi Morskiej, członkiem Rady Naczelnej Związku Byłych Powstańców. Był aktywnym działaczem społecznym, m.in. przewodniczącym Klubu Pisarzy Powstańczych, a także autorem szkiców wspomnieniowych.
Miał żonę Marię oraz czwórkę dzieci: Marcelego, Mariana, Marię i Mirosława. Jego wnuk Ingmar Villquist jest dramaturgiem i reżyserem.
Zmarł 8 października 1953 w Chorzowie i został pochowany w alei zasłużonych na miejskim cmentarzu. 

## Ordery i odznaczenia
- Order Krzyża Grunwaldu III klasy[5]
- Krzyż Niepodległości
- Krzyż Kawalerski Orderu Odrodzenia Polski (24 kwietnia 1946)[6]
- Krzyż Srebrny Orderu Virtuti Militari
- Złoty Krzyż Zasługi (18 stycznia 1946)[7]
- Krzyż Walecznych
- Śląski Krzyż Powstańczy
- Krzyż na Śląskiej Wstędze Waleczności i Zasługi
- Gwiazda Górnośląska
- Odznaka za Rany i Kontuzje
- Medal Zwycięstwa (Médaille Interalliée)

## Upamiętnienie
Jedna z ulic w Chorzowie została nazwana imieniem Jana Faski.